# Monti della Fritztal
I Monti della Fritztal (in tedesco Fritztaler Berge) sono un gruppo montuoso delle Alpi Scistose Salisburghesi. Si trovano in Austria (Salisburghese e Stiria). Prendono il nome dalla Fritztal, valle percorsa dal Fritzbachs.

## Classificazione
La SOIUSA li vede come un supergruppo alpino con la seguente classificazione:
- Grande parte = Alpi Orientali
- Grande settore = Alpi Nord-orientali
- Sezione = Alpi Settentrionali Salisburghesi
- Sottosezione = Alpi Scistose Salisburghesi
- Supergruppo = Monti della Fritztal
- Codice = II/B-24.II-B

## Suddivisione
La SOIUSA li suddivide in tre gruppi e due sottogruppi:
- Gruppo dell'Hochgrindeck (3)
- Gruppo Roßbrand-Ramsau (4)
  - Dorsale del Roßbrand (4.a)
  - Dorsale del Ramsau (4.b)
- Gruppo del Gerzkopf (5)

## Monti
I monti principali del gruppo sono:
- Hochgründeck - 1.827 m
- Hochkeil - 1.782 m
- Roßbrand - 1.770 m
- Gerzkopf - 1.728 m